# Смородьковка
Смородьковка (укр. Смородьківка) — село,
Смородьковский сельский совет,
Купянский район,
Харьковская область, Украина.
Код КОАТУУ — 6323787001. Население по переписи 2001 года составляет 240 (117/123 м/ж) человек.
Является административным центром Смородьковского сельского совета, в который, кроме того, входят сёла
Великая Шапковка,
Ковалевка и
Паламаревка.

## Географическое положение
Село Смородьковка находится на правом берегу реки Купянка,
выше по течению на расстоянии в 2 км расположено село Самборовка,
ниже по течению на расстоянии в 2 км расположено село Паламаревка.

## История
- 1707 — дата основания[1].

## Экономика
- «Смородьковка», сельскохозяйственное ЧП.

## Объекты социальной сферы
- Школа.
- Клуб.

## Известные люди
В селе родился Герой Социалистического Труда Григорий Быцань.

## Достопримечательности
- Братская могила советских воинов. Похоронен 31 воин.